# Benton, Kansas
Benton är en ort i Butler County i Kansas. Vid 2010 års folkräkning hade Benton 880 invånare.